# Кухаренко, Сергей Петрович
Сергей Петрович Кухаренко (бел. Сяргей Пятровіч Кухарэнка; род. 8 мая 1976, Хойники, Гомельская область) — белорусский самбист и дзюдоист, чемпион Белоруссии, призёр чемпионатов Европы и мира по самбо и дзюдо, участник Олимпийских игр в Сиднее и Афинах, мастер спорта Республики Беларусь международного класса по дзюдо (1996) и самбо (2007). Член национальной команды Беларуси по дзюдо.

## Биография
Родился 8 мая 1976 года в городе Хойники (Гомельская область).
В 1996 году окончил Гомельское училище олимпийского резерва. В 2003 году – факультет физической культуры Гомельского государственного университета имени Франциска Скорины. С 1994 года – учащийся Гомельской областной школы высшего спортивного мастерства.
В 1995 году занял третье место на первенстве Европы в Португалии. В 2000 году участвовал в Олимпийских играх в Сиднее. В 2002 г. завоевал серебряную медаль чемпионата Европы в Мориборе (Словения). В 2003 году был пятым на чемпионате Европы в Дюссельдорфе и стал бронзовым призером чемпионата мира в Осаке.

## Спортивные результаты
- Чемпионат Белоруссии по дзюдо 2005 года — ;
- Чемпионат Белоруссии по дзюдо 2003 года — ;

## Звания
- Почётный гражданин города Хойники (2011).
- Имя С. П. Кухаренко на Аллее почётных граждан Хойникского района. Аллея расположена в городе Хойники (Гомельская область)[2].
- В городе Хойники проводится ежегодный турнир по дзюдо имени Кухаренко[3].